# Allocunaxa heveae
Allocunaxa heveae är en spindeldjursart som beskrevs av Den Heyer och Castro 2008. Allocunaxa heveae ingår i släktet Allocunaxa och familjen Cunaxidae. Inga underarter finns listade i Catalogue of Life.